# Zakrzewko (województwo warmińsko-mazurskie)
Zakrzewko (niem. Klein Sakrau) – wieś w Polsce położona w województwie warmińsko-mazurskim, w powiecie nidzickim, w gminie Kozłowo. Wieś jest siedzibą sołectwa Zakrzewko, w którego skład wchodzi również miejscowość Kadyki.
W latach 1975–1998 miejscowość należała administracyjnie do województwa olsztyńskiego.